# Biserica Ortodoxă a Bunei Vestiri din Nazaret

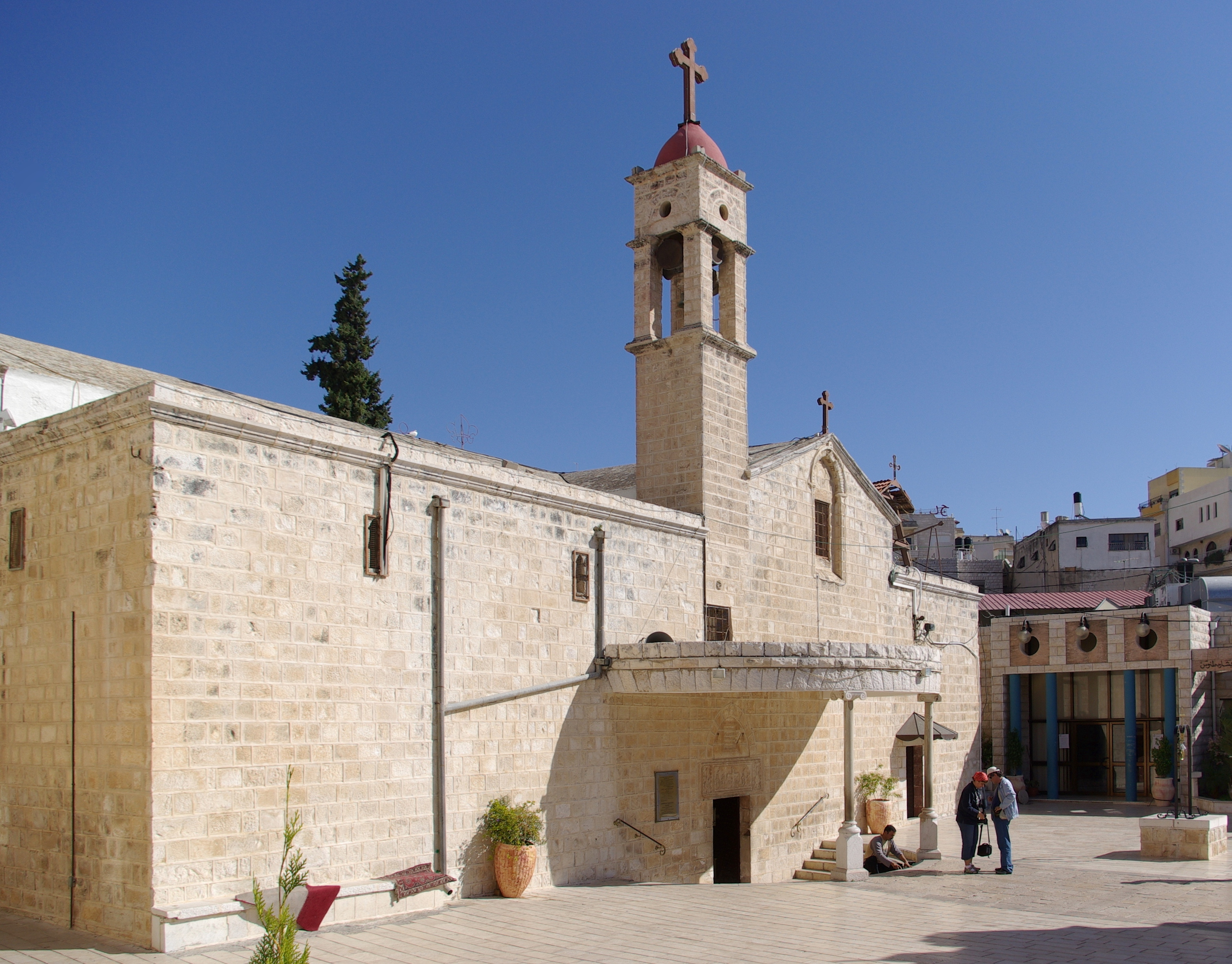
Biserica greco-ortodoxă a Bunei Vestiri din Nazaret

Biserica Ortodoxă a Bunei Vestiri din Nazaret, sau Biserica Sfântul Gavriil din Nazaret, este o biserica creștină greco-ortodoxă din orașul Nazaret în Israel.
Cunoscută în rândurile credincioșilor arabi din Galileea, sub numele arab Keniset el Rum, adică Biserica bizantină, biserica a fost probabil ctitorită la origine în vremea dominației Imperiului Bizantin. 
Biserica a fost reconstruită în timpul Cruciadelor și ,din nou, în anii lui Daher el-Omar (cca.1690 - 1775), domnitor local al Galileei din secolul al XVIII-lea. 
Clădirea este situată în Piața Bisericii, la nord de Piața Izvorului. Ea se află deasupra unui izvor subteran care a slujit în antichitate aprovizionării cu apă a localității și care,după tradiția creștină ortodoxă din secolul al II-lea, a slujit drept sursă de apă Fecioarei Maria la vremea Bunei Vestiri. 
Apa din izvor poate fi văzută curgând în absida bisericii, și alimentează și Izvorul Mariei situat la 140 metri distanță.
Protoevanghelia lui Iacob povestește cum odată când Maria a venit să ia apă de la izvor, s-a ivit în fața ei îngerul Gavriil și a anunțat-o despre faptul că a rămas însărcinată și ca îl va naște pe fiul lui Dumnezeu.

## Tradiția biblică

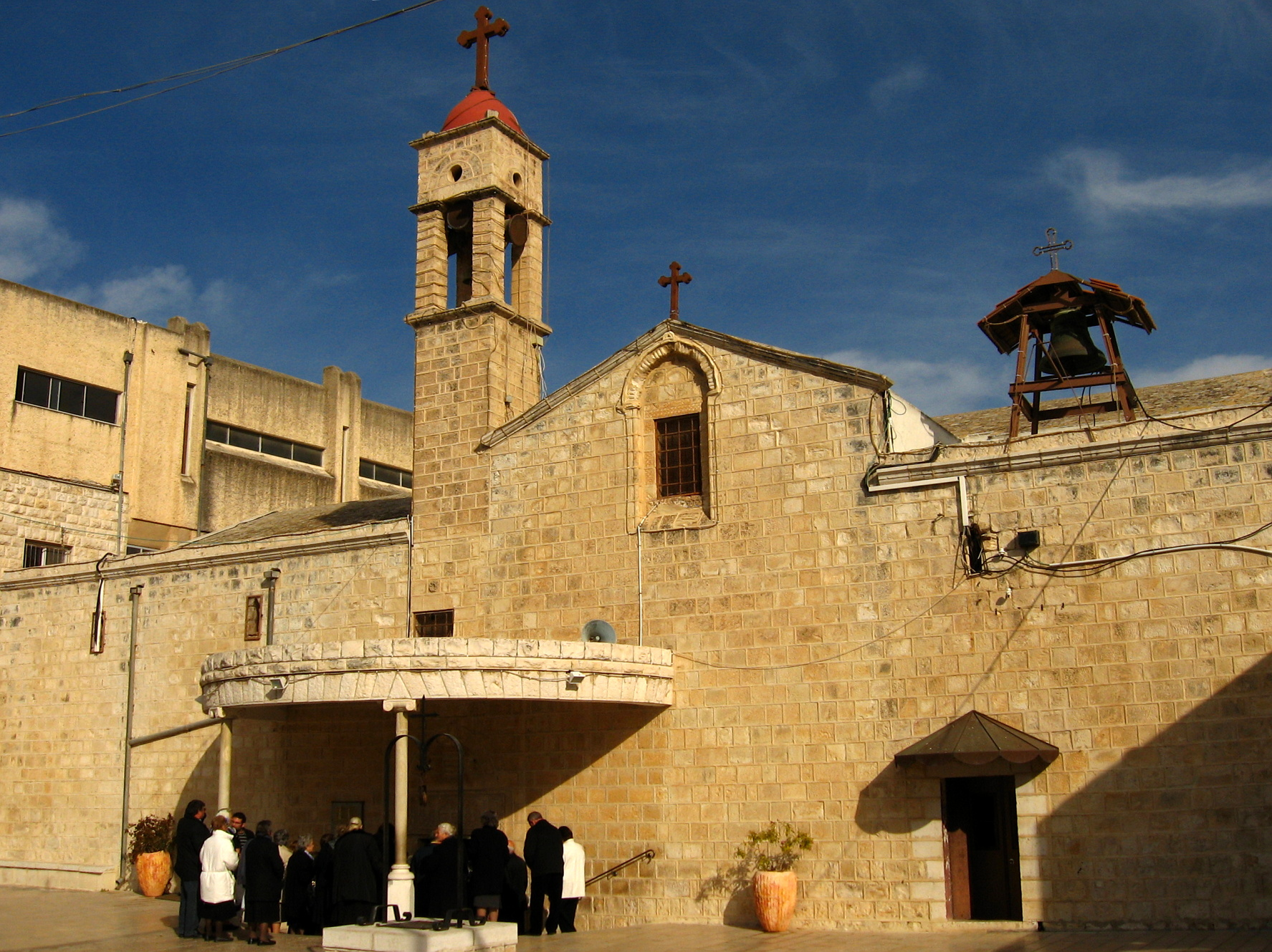
Fațada sudică a bisericii

În tradiția creștină, evenimentul prin care îngerul Gavriil a anunțat-o pe Maria despre intenția lui Dumnezeu de a o face născătoarea lui Iisus Hristos, este cunoscut ca Buna Vestire. În Evanghelia după Luca 1:26-35 stă scris:
„26 Iar în a șasea lună a fost trimis îngerul Gavriil de la Dumnezeu, într-o cetate din Galileea, al cărei nume era Nazaret,
27. 	Către o fecioară logodită cu un bărbat care se chema Iosif, din casa lui David; iar numele fecioarei era Maria.
28. 	Și intrând îngerul la ea, a zis: Bucură-te, ceea ce ești plină de har, Domnul este cu tine. Binecuvântată ești tu între femei.
29. 	Iar ea, văzându-l, s-a tulburat de cuvântul lui și cugeta în sine: Ce fel de închinăciune poate să fie aceasta?
30. 	Și îngerul i-a zis: Nu te teme, Marie, căci ai aflat har la Dumnezeu.
31. 	Și iată vei lua în pântece și vei naște fiu și vei chema numele lui Iisus.
32. 	Acesta va fi mare și Fiul Celui Preaînalt se va chema și Domnul Dumnezeu Îi va da Lui tronul lui David, părintele Său.
33. 	Și va împărăți peste casa lui Iacov în veci și împărăția Lui nu va avea sfârșit.
34. 	Și a zis Maria către înger: Cum va fi aceasta, de vreme ce eu nu știu de bărbat?
35. 	Și răspunzând, îngerul i-a zis: Duhul Sfânt Se va pogorî peste tine și puterea Celui Preaînalt te va umbri; pentru aceea și Sfântul care Se va naște din tine, Fiul lui Dumnezeu se va chema”
.
Deși menționează orașul Nazaret, Evanghelia după Luca nu dă detalii asupra locului precis al evenimentului. În Protoevanghelia lui Iacob, text apocrif din secolul al II-lea, se povestește:
„Într-o zi a luat ulciorul și s-a dus la apă. Când iată o voce îi spune: Bucură-te cea plină de har, Domnul este cu tine, binecuvantată ești între femei”
. Apoi se povestește cum Maria s-a uitat în jurul ei, fără însă să vadă pe nimeni, a plecat apoi acasă și s-a așezat să coasă. Îngerul a reapărut atunci în fața ei și a continuat să-i vorbească. 
În Nazaret există 18 biserici ale Bunei Vestiri aparținând la diferite confesiuni și comunități.  Marea Bazilică catolică a Bunei Vestiri, construită în secolul al XX-lea, se află desupra peșterii unde se crede că a existat casa Mariei. Biserica greco-ortodoxă se află deasupra izvorului lângă care a auzit Maria prima dată vorbele arhanghelului Gavriil. Același izvor este pomenit și în Evanghelia apocrifă după Toma, unde se povestește cum Iisus, copil de șase ani, a fost trimis de mama lui să aducă apă de la izvor.

## Istoric

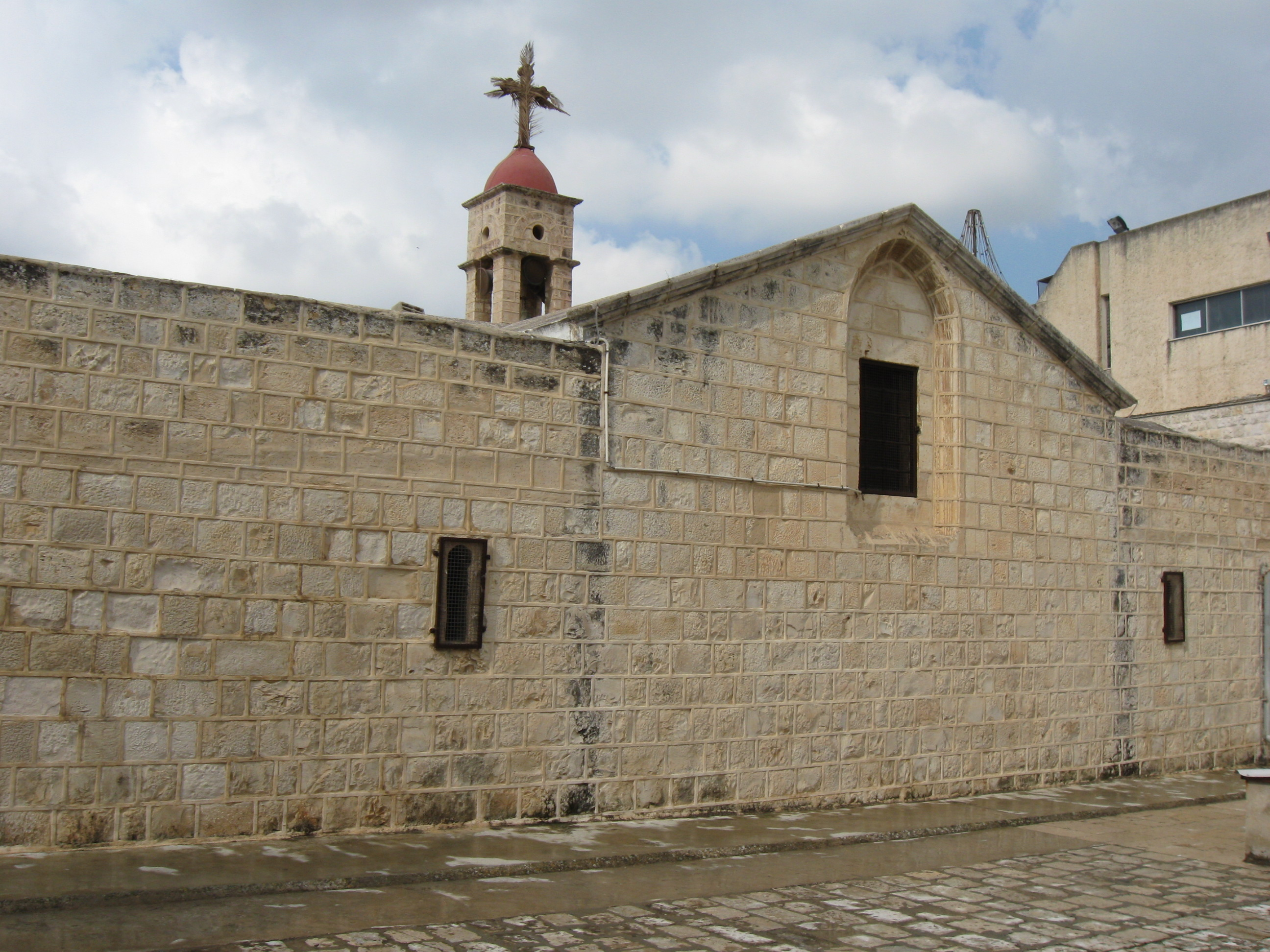
Fațada de nord a bisericii. Se vede crucea decorată cu ramuri de palmier

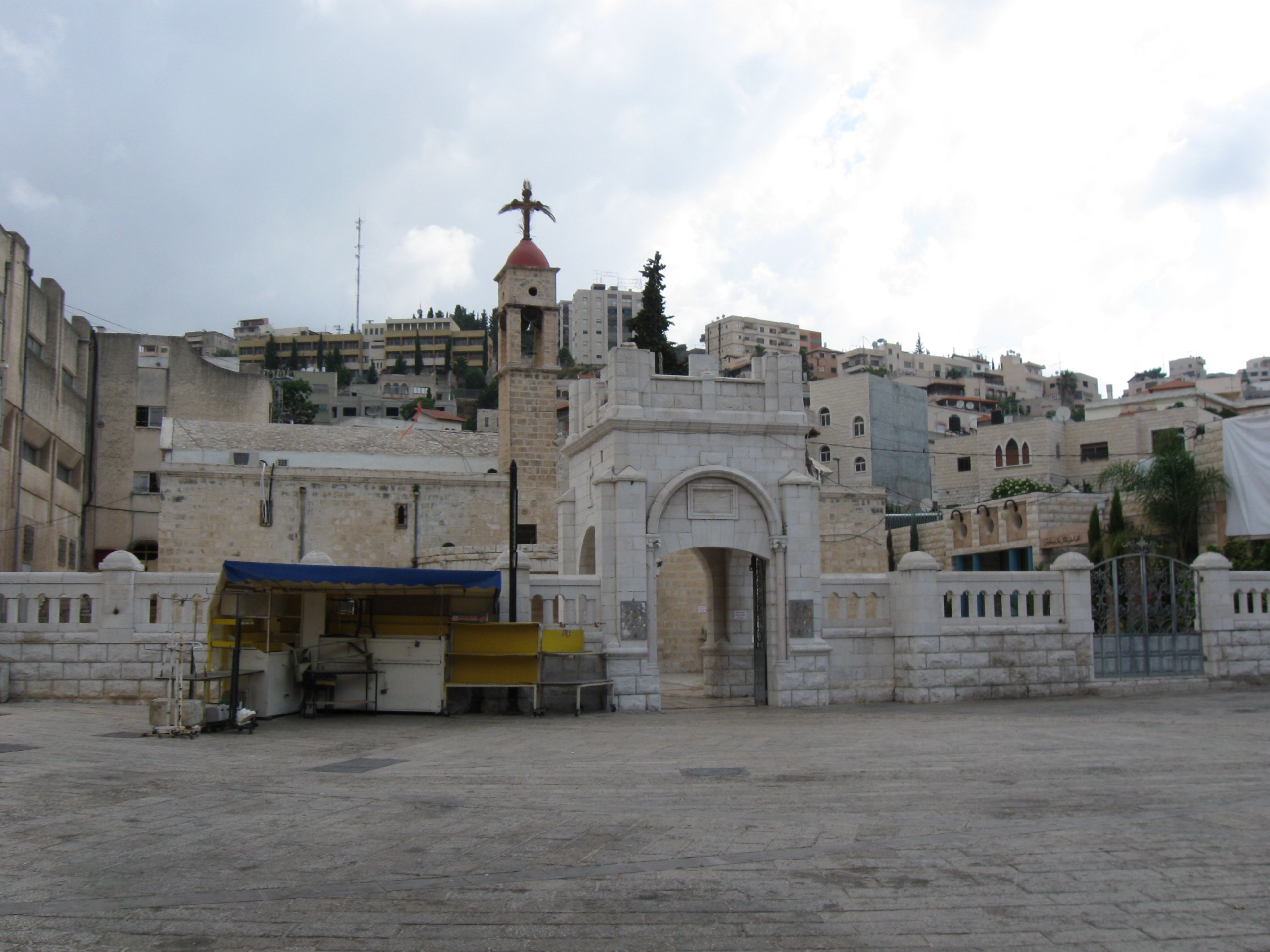
Perimetrul sudic al bisericii cu poarta centrală spre curte

Locașul a fost întemeiat de biserica catolică în vremea Regatului cruciat al Ierusalimului la inceputul secolului al XII-lea, poate pe locul unei foste biserici bizantine. Apele izvorului din apropiere au fost dirijate spre biserică prin mijlocirea unui mic tunel. În anul 1263 biserica a fost distrus[ de către mameluci. După multe veacuri în anii 1628-1634 ordinul franciscan a intrat în posesia izvorului  și a clădit deasupra lui un mic edificiu. În anul 1749 însă, domnitorul arab al Galileei, Daher Al-Omar, a autorizat comunitatea greco-ortodoxă să ridice aici  o biserică, a cărei construcție a fost terminată în anul 1769

## Clădirea
Biserica se află în centrul unei curți pătrate pietruite, înconjurate de un gard scund. Intrarea centrală este dominată de o poartă pătrată , sprijinită pe patru stâlpi și a cărei parte superioară îi conferă aspectul de fortificație. Biserica arata ea însăși ca un edificiu fortificat, fiind zidită din piatră și, fără alte ferestre, decât două pe fațada sudică și una pe fațada de nord.
Încăperea bisericii se află mai jos decât nivelul străzii, iar intrarea se face coborând patru trepte. 
Deasupra treptelor aflate din afara clădirii se află o canopee semicirculară, sprijinită pe două coloane. Deasupră intrării se înalță o clopotniță mică înconjurată de o cupolă roșie. iar în vârful ei se ridică o cruce latină. Un alt clopot acoperit  de un mic acoperiș atârnă deasupra părții din stânga a fațadei de sud. Între clopotniță și acest clopot suplimentar se află un fronton prevăzut cu cruce, care tulbură simetria edificiului. Biserica cuprinde două componente principale - clădirea cruciată din secolul al XII-lea care s-a conservat bine în criptă și edificiul mai recent din mijlocul secolului al XVIII-lea.

### Cripta
Cripta se găsește în partea de nord a încăperii noii biserici, vizavi de poarta acesteia. Este mai joasă, accesul spre ea făcându-se prin coborârea a șapte trepte. Cripta este zidită ca o sală lungă cu o boltă cilindrică. Podeaua ei este din marmură. iar de-a lungul pereților este decorată cu plăci colorate de porțelan și table de marmură.  
Izvorul  curge în apsidă, în spatele unei balustrade cu decorații aurite  situată pe o platformă mai ridicată. Apa izvorului ajunge intr-un mic bazin în care vizitatorii obișnuiesc să arunce câte o monedă și să-și exprime o dorință. În apsidă se află și o pictură înfățișând
scena Bunei Vestiri, iar pe tavanul criptei se poate citi o inscripție în limba arabă, însemnând „Vestea dată Mariei lângă izvor”
Apa izvorului a fost canalizată în trecut spre un bazin situat la 140 metri distanță de biserică, și apoi la Sabilul numit Izvorul Mariei, ridicat în acel loc.